# اقتصاد النمسا

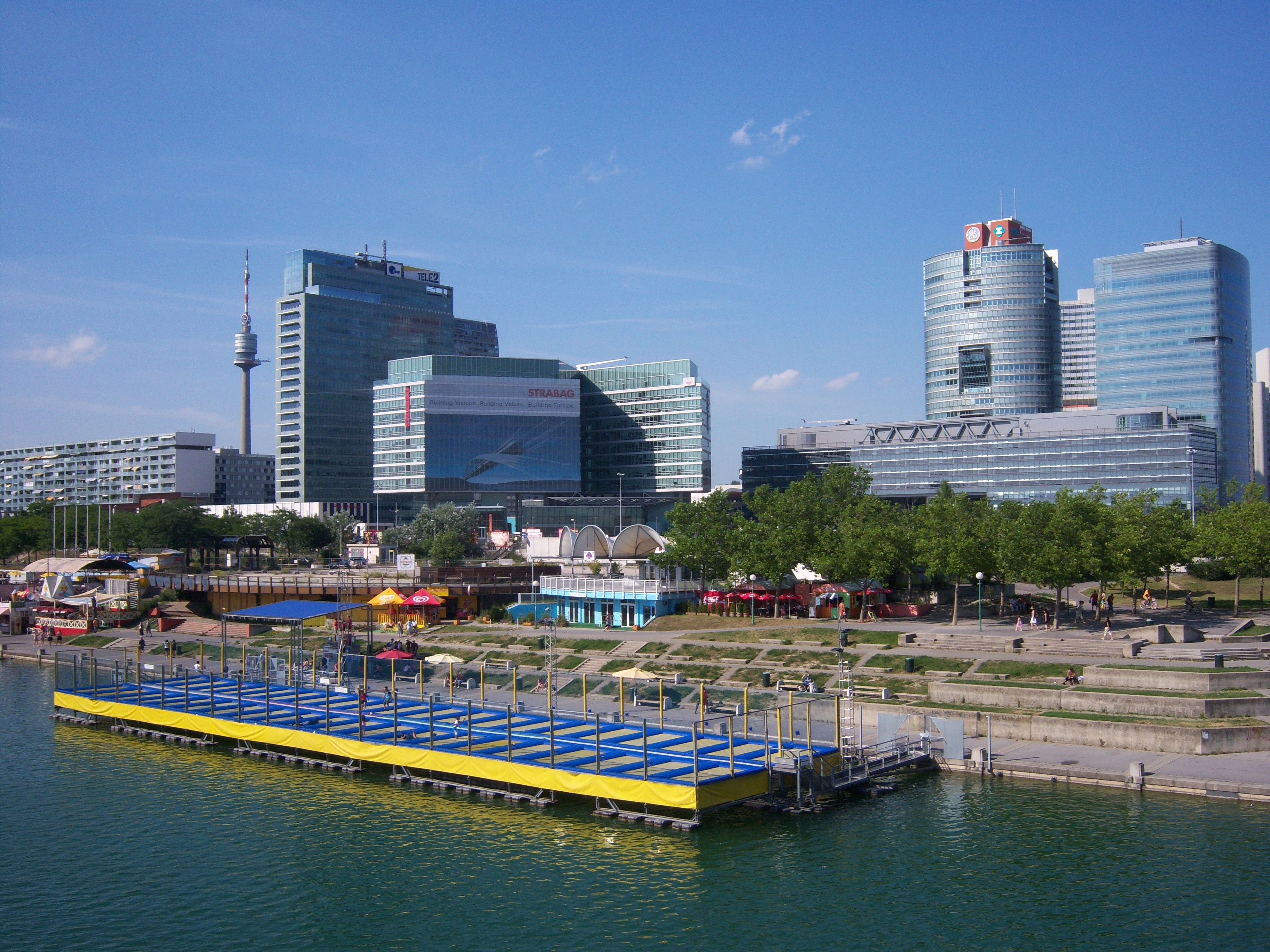
مدينة دوناو، الجزء الجديد من فيينا

النمسا واحدة من أغنى 12 دولة في العالم من حيث الناتج المحلي الإجمالي للفرد, لديها اقتصاد سوق اجتماعي متطور، ومستوى معيشي مرتفع. حتى الثمانينيات، كان قد تم تأميم العديد من كبريات شركات الصناعة النمساوية؛ في السنوات الأخيرة، قد خفضت الخصخصة حيازات الدولة إلى مستوى يُضاهي الاقتصادات الأوروبية الأخرى. الحركات العمالية قوية بشكل فعال في النمسا ولها تأثير كبير على سياسات العمل. السياحة هي الجزء الأكثر أهمية في الاقتصاد الوطني، إلى جانب التطور الصناعي الكبير.
تاريخيًا كانت ألمانيا الشريك التجاري الرئيسي للنمسا، ما جعلها غير محصنة تجاة التغيرات السريعة في الاقتصاد الألماني. ومع ذلك، منذ أن أصبحت النمسا دولة عضو في الاتحاد الأوروبي قد اكتسب علاقات أوثق مع اقتصادات الاتحاد الأوروبي الأخرى، والحد من الاعتماد الاقتصادي على ألمانيا. بالإضافة إلى ذلك، جذبت عضويتها في الاتحاد الأوروبي المستثمرين الأجانب بهدف الوصول إلى السوق الأوروبية الموحدة ولقربها من الاقتصادات الطموحة داخل للاتحاد الأوروبي. يتسارع النمو في الناتج المحلي الإجمالي في السنوات الأخيرة، وبلغ معدل نمو 3.3٪ عام 2006.
في عام 2004 كانت النمسا رابع أغنى دولة في الاتحاد الأوروبي، لناتج محلي إجمالي (تعادل القوة الشرائية) للفرد الواحد حوالي 27,666 يورو.